# Suba (huyện)
Huyện Suba là một huyện thuộc tỉnh Nyanza ở Kenya. Theo điều tra dân số ngày 24 tháng 8 năm 1999, huyện này có dân số 155666 người. Huyện Suba có diện tích 1055 km². Huyện lỵ đóng tại Mbita Point.